# متلازمة قلبية معدية
المتلازمة القلبية المعدية والمعروفة أيضا باسم متلازمة روميلد (بالإنجليزية: Roemheld syndrome)‏ هي عبارة عن مجموعة من الأعراض القلبية المعدية التي وصفها لودفيغ فون روميلد (1871-1938). وسُميت متلازمة حيث وُجد أن هناك أمراض في الجهاز الهضمي أو البطن تكون مرتبطة بأعراض قلبية مثل عدم انتظام ضربات القلب وخفقان معتدل. ونادرا ما يكون هناك دليل ملموس يمكن نسبته إلى القلب، الأمر الذي قد يؤدي إلى فترة طويلة من التشخيص الخاطئ.

## الأعراض
يمكن أن تحدث الأعراض على النحو التالي، بلفت النظر إلى أنها دورية الحدوث، وتحدث فقط في شكل "نوبات"، عادة بعد تناول الطعام.
- بطء القلب الجيبي
- صعوبة في التنفس
- الذبحة الصدرية
- عدم الشعور بالراحلة في منطقة البطين الأيسر
- الإعياء
- القلق
- تنفس غير مريح
- نقص التروية الدموية
- ألم العضلات
- دوخة أو دوار مفاجئ أو مستمر
- اضطرابات النوم

```
(خاصة عند النوم بعد ساعات قليلة من تناول الطعام، أو الاستلقاء على الجانب الأيسر)
```

- انقباض بطيني سابق لأوانه
- هبة الحرارة
- تسارع نبضات القلب

## الأسباب
- مرض ارتجاع المرئ
- فرط الغازات في القولون المستعرض بسبب:
  - عدم تحمل اللاكتوز
- اضطراب وظيفة المرارة
- حصوات المرارة
- اضطراب عاصرة أودي
- فتق حجابي
- جسر عضلة القلب
- أمراض الجهاز الهضمي
- انسداد الأمعاء (أقل شيوعًا، يؤدي عادةً إلى ألم شديد في وقت قصير)
- نخر البنكرياس الحاد [5]

باعتبار أن الغاز هو المثير المعتاد، فإن تناول الأطعمة التي لا يتحملها الشخص يمكن أن تجعل الأعراض أكثر حدة.

## العلاج
يُمثل علاج المرض الأساسي في الجهاز الهضمي حجر الأساس في علاج هذه المتلازمة، فتخفيف أعراض المعدة سيخفف أيضا من أعراض القلب.
- مضادات الكولين أو المغنيسيوم أو الصوديوم (لرفع ضغط الدم)
- مضادات الاختلاج ساهم في التخلص من جميع الأعراض في بعض المرضى، حيث يزيد لورازيبام أوكسكاربازيبين من حركة الجهاز الهضمي، ويقلل من وتر العصب الحائر
- حاصرات ألفا التي قد تزيد من حركة الجهاز الهضمي إذا كانت مشكلة في ذاتها، كذلك أميتربتيلين إذا كانت حركة الجهاز الهضمي مشكلة لا يمكن حلها بالوسائل الأخرى
- مضادات الانتفاخ مثل سيميثيكون، والتي تقلل من ضغط الغاز في فم المعدة
- مضادات الحموضة والتي تقلل من ارتداد الحمض في حالة الفتق الحجابي أو غيره.

## التاريخ
وقد وصف لودفيج هذه المتلازمة تحديدا قبل وفاته بقليل. وكان أحد مواضيع بحثه في هذا الوقت حول آثار تناول السعرات الحرارية على القلب.

## علم الأوبئة
تتميز المتلازمة القلبية المعدية بشكل صارم بأمراض البطن التي تسبب ردود فعل في القلب، وهناك عدد من المسارات التي من خلالها يمكن أن تحدث ردود فعل القلب، مثل الهرمونات، أو العوامل الميكانيكية والعصبية والمناعية.[بحاجة لمصدر]